# Chlorestes cyanus
Chlorestes cyanus là một loài chim trong họ Trochilidae.